# Parigi-Nizza 2022
La Parigi-Nizza 2022, ottantesima edizione della corsa, valida come quarta prova dell'UCI World Tour 2022 categoria 2.UWT, si svolse in otto tappe dal 6 al 13 marzo 2022 su un percorso di 1198,4 km, con partenza da Mantes-la-Ville e arrivo a Nizza, in Francia. La vittoria fu appannaggio dello sloveno Primož Roglič, il quale completò il percorso in 29h19'15", alla media di 40,081 km/h, precedendo il britannico Simon Yates ed il colombiano Daniel Martínez.
Sul traguardo di Nizza 59 ciclisti, su 154 partiti da Mantes-la-Ville, portarono a termine la competizione.

## Tappe
| Tappa  | Data     | Percorso                                             | km      | Vincitore di tappa | Leader cl. generale |
| ------ | -------- | ---------------------------------------------------- | ------- | ------------------ | ------------------- |
| 1ª     | 6 marzo  | Mantes-la-Ville > Mantes-la-Ville                    | 160     | Christophe Laporte | Christophe Laporte  |
| 2ª     | 7 marzo  | Auffargis > Orléans                                  | 159,5   | Fabio Jakobsen     | Christophe Laporte  |
| 3ª     | 8 marzo  | Vierzon > Dun-le-Palestel                            | 191     | Mads Pedersen      | Christophe Laporte  |
| 4ª     | 9 marzo  | Domérat > Montluçon (cron. individuale)              | 13,4    | Wout Van Aert      | Wout Van Aert       |
| 5ª     | 10 marzo | Saint-Just-Saint-Rambert > Saint-Sauveur-de-Montagut | 189     | Brandon McNulty    | Primož Roglič       |
| 6ª     | 11 marzo | Courthézon > Aubagne                                 | 214     | Mathieu Burgaudeau | Primož Roglič       |
| 7ª     | 12 marzo | Nizza > Col de Turini - La Bollène-Vésubie           | 155,5   | Primož Roglič      | Primož Roglič       |
| 8ª     | 13 marzo | Nizza > Nizza                                        | 116     | Simon Yates        | Primož Roglič       |
| Totale | Totale   | Totale                                               | 1 198,4 |                    |                     |

## Squadre e corridori partecipanti
| N.      | Cod. | Squadra               |
| ------- | ---- | --------------------- |
| 1-7     | BOH  | Bora-Hansgrohe        |
| 11-17   | COF  | Cofidis               |
| 21-27   | TJV  | Jumbo-Visma           |
| 31-37   | ARK  | Team Arkéa-Samsic     |
| 41-47   | IGD  | Ineos Grenadiers      |
| 51-57   | AST  | Astana Qazaqstan Team |
| 61-67   | TBV  | Bahrain Victorious    |
| 71-77   | GFC  | Groupama-FDJ          |
| 81-87   | UAD  | UAE Team Emirates     |
| 91-97   | ACT  | AG2R Citroën Team     |
| 101-107 | TFS  | Trek-Segafredo        |

| N.      | Cod. | Squadra                     |
| ------- | ---- | --------------------------- |
| 111-117 | QST  | Quick-Step Alpha Vinyl Team |
| 121-127 | BEX  | Team BikeExchange-Jayco     |
| 131-137 | MOV  | Movistar Team               |
| 141-147 | DSM  | Team DSM                    |
| 151-157 | LTS  | Lotto Soudal                |
| 161-167 | EFE  | EF Education-EasyPost       |
| 171-177 | TEN  | TotalEnergies               |
| 181-187 | IWG  | Intermarché-Wanty-Gobert    |
| 191-197 | IPT  | Israel-Premier Tech         |
| 201-207 | AFC  | Alpecin-Fenix               |
| 211-217 | BBK  | B&B Hotels-KTM              |

## Dettagli delle tappe

### 1ª tappa
- 6 marzo: Mantes-la-Ville > Mantes-la-Ville – 160 km

Risultati
| Pos. | Corridore          | Squadra | Tempo    |
| ---- | ------------------ | ------- | -------- |
| 1    | Christophe Laporte | Jumbo   | 3h38'18" |
| 2    | Primož Roglič      | Jumbo   | s.t.     |
| 3    | Wout Van Aert      | Jumbo   | s.t.     |

| Pos. | Corridore          | Squadra | Tempo    |
| ---- | ------------------ | ------- | -------- |
| 1    | Christophe Laporte | Jumbo   | 3h38'08" |
| 2    | Primož Roglič      | Jumbo   | a 4"     |
| 3    | Wout Van Aert      | Jumbo   | a 6"     |

### 2ª tappa
- 7 marzo: Auffargis > Orléans – 159,5 km

Risultati
| Pos. | Corridore          | Squadra    | Tempo    |
| ---- | ------------------ | ---------- | -------- |
| 1    | Fabio Jakobsen     | Quick-Step | 3h22'54" |
| 2    | Wout Van Aert      | Jumbo      | s.t.     |
| 3    | Christophe Laporte | Jumbo      | s.t.     |

| Pos. | Corridore          | Squadra | Tempo    |
| ---- | ------------------ | ------- | -------- |
| 1    | Christophe Laporte | Jumbo   | 7h11'15" |
| 2    | Wout Van Aert      | Jumbo   | a 5"     |
| 3    | Primož Roglič      | Jumbo   | a 11"    |

### 3ª tappa
- 8 marzo: Vierzon > Dun-le-Palestel – 191 km

Risultati
| Pos. | Corridore     | Squadra | Tempo    |
| ---- | ------------- | ------- | -------- |
| 1    | Mads Pedersen | Trek    | 4h23'29" |
| 2    | Bryan Coquard | Cofidis | s.t.     |
| 3    | Wout Van Aert | Jumbo   | s.t.     |

| Pos. | Corridore          | Squadra | Tempo     |
| ---- | ------------------ | ------- | --------- |
| 1    | Christophe Laporte | Jumbo   | 11h34'44" |
| 2    | Wout Van Aert      | Jumbo   | a 1"      |
| 3    | Primož Roglič      | Jumbo   | a 9"      |

### 4ª tappa
- 9 marzo: Domérat > Montluçon - Cronometro individuale – 13,4 km

Risultati
| Pos. | Corridore     | Squadra | Tempo  |
| ---- | ------------- | ------- | ------ |
| 1    | Wout Van Aert | Jumbo   | 16'20" |
| 2    | Primož Roglič | Jumbo   | a 2"   |
| 3    | Rohan Dennis  | Jumbo   | a 6"   |

| Pos. | Corridore          | Squadra | Tempo     |
| ---- | ------------------ | ------- | --------- |
| 1    | Wout Van Aert      | Jumbo   | 11h51'05" |
| 2    | Primož Roglič      | Jumbo   | a 10"     |
| 3    | Christophe Laporte | Jumbo   | a 28"     |

### 5ª tappa
- 10 marzo: Saint-Just-Saint-Rambert > Saint-Sauveur-de-Montagut – 189 km

Risultati
| Pos. | Corridore        | Squadra    | Tempo    |
| ---- | ---------------- | ---------- | -------- |
| 1    | Brandon McNulty  | UAE        | 4h53'30" |
| 2    | Franck Bonnamour | B&B Hotels | a 1'58"  |
| 3    | Matteo Jorgenson | Movistar   | s.t.     |

| Pos. | Corridore     | Squadra       | Tempo     |
| ---- | ------------- | ------------- | --------- |
| 1    | Primož Roglič | Jumbo         | 16h50'28" |
| 2    | Simon Yates   | BikeExchange  | a 39"     |
| 3    | Pierre Latour | TotalEnergies | a 41"     |

### 6ª tappa
- 11 marzo: Courthézon > Aubagne – 214 km

Risultati
| Pos. | Corridore     | Squadra       | Tempo    |
| ---- | ------------- | ------------- | -------- |
| 1    | M. Burgaudeau | TotalEnergies | 5h33'06" |
| 2    | Mads Pedersen | Trek          | s.t.     |
| 3    | Wout Van Aert | Jumbo         | s.t.     |

| Pos. | Corridore     | Squadra       | Tempo     |
| ---- | ------------- | ------------- | --------- |
| 1    | Primož Roglič | Jumbo         | 22h23'34" |
| 2    | Simon Yates   | BikeExchange  | a 39"     |
| 3    | Pierre Latour | TotalEnergies | a 41"     |

### 7ª tappa
- 12 marzo: Nizza > Col de Turini - La Bollène-Vésubie – 155,5 km

Risultati
| Pos. | Corridore       | Squadra      | Tempo    |
| ---- | --------------- | ------------ | -------- |
| 1    | Primož Roglič   | Jumbo        | 4h02'47" |
| 2    | Daniel Martínez | Ineos        | s.t.     |
| 3    | Simon Yates     | BikeExchange | a 2"     |

| Pos. | Corridore       | Squadra      | Tempo     |
| ---- | --------------- | ------------ | --------- |
| 1    | Primož Roglič   | Jumbo        | 26h26'11" |
| 2    | Simon Yates     | BikeExchange | a 47"     |
| 3    | Daniel Martínez | Ineos        | a 1'00"   |

### 8ª tappa
- 12 marzo: Nizza > Nizza – 116 km

Risultati
| Pos. | Corridore     | Squadra      | Tempo    |
| ---- | ------------- | ------------ | -------- |
| 1    | Simon Yates   | BikeExchange | 2h52'59" |
| 2    | Wout Van Aert | Jumbo        | a 9"     |
| 3    | Primož Roglič | Jumbo        | s.t.     |

| Pos. | Corridore       | Squadra      | Tempo     |
| ---- | --------------- | ------------ | --------- |
| 1    | Primož Roglič   | Jumbo        | 29h19'15" |
| 2    | Simon Yates     | BikeExchange | a 29"     |
| 3    | Daniel Martínez | Ineos        | a 2'37"   |

## Evoluzione delle classifiche
| Tappa              | Vincitore          | Classifica generale Maglia gialla | Classifica a punti Maglia verde | Classifica scalatori Maglia a pois | Classifica giovani Maglia bianca | Classifica a squadre Numero giallo |
| ------------------ | ------------------ | --------------------------------- | ------------------------------- | ---------------------------------- | -------------------------------- | ---------------------------------- |
| 1ª                 | Christophe Laporte | Christophe Laporte                | Christophe Laporte              | Matthew Holmes                     | Biniam Girmay                    | Jumbo-Visma                        |
| 2ª                 | Fabio Jakobsen     | Christophe Laporte                | Christophe Laporte              | Matthew Holmes                     | Stan Dewulf                      | Jumbo-Visma                        |
| 3ª                 | Mads Pedersen      | Christophe Laporte                | Wout Van Aert                   | Matthew Holmes                     | Stan Dewulf                      | Jumbo-Visma                        |
| 4ª                 | Wout Van Aert      | Wout Van Aert                     | Wout Van Aert                   | Matthew Holmes                     | Stefan Bissegger                 | Jumbo-Visma                        |
| 5ª                 | Brandon McNulty    | Primož Roglič                     | Wout Van Aert                   | Valentin Madouas                   | Matteo Jorgenson                 | UAE Team Emirates                  |
| 6ª                 | Mathieu Burgaudeau | Primož Roglič                     | Wout Van Aert                   | Valentin Madouas                   | Matteo Jorgenson                 | TotalEnergies                      |
| 7ª                 | Primož Roglič      | Primož Roglič                     | Wout Van Aert                   | Valentin Madouas                   | João Almeida                     | UAE Team Emirates                  |
| 8ª                 | Simon Yates        | Primož Roglič                     | Wout Van Aert                   | Valentin Madouas                   | João Almeida                     | UAE Team Emirates                  |
| Classifiche finali | Classifiche finali | Primož Roglič                     | Wout Van Aert                   | Valentin Madouas                   | João Almeida                     | UAE Team Emirates                  |

Maglie indossate da altri ciclisti in caso di due o più maglie vinte
- Nella 2ª tappa Primož Roglič ha indossato la maglia verde al posto di Christophe Laporte.
- Nella 3ª tappa Wout Van Aert ha indossato la maglia verde al posto di Christophe Laporte.
- Nella 5ª tappa Mads Pedersen ha indossato la maglia verde al posto di Wout Van Aert.

## Classifiche finali

### Classifica generale - Maglia gialla
| Pos. | Corridore        | Squadra      | Tempo     |
| ---- | ---------------- | ------------ | --------- |
| 1    | Primož Roglič    | Jumbo        | 29h19'15" |
| 2    | Simon Yates      | BikeExchange | a 29"     |
| 3    | Daniel Martínez  | Ineos        | a 2'37"   |
| 4    | Adam Yates       | Ineos        | a 3'29"   |
| 5    | Nairo Quintana   | Arkéa        | a 3'43"   |
| 6    | Jack Haig        | Bahrain      | a 3'51"   |
| 7    | Ion Izagirre     | Cofidis      | a 4'52"   |
| 8    | João Almeida     | UAE          | a 5'43"   |
| 9    | Guillaume Martin | Cofidis      | a 5'48"   |
| 10   | A. Paret-Peintre | AG2R         | a 6'32"   |

### Classifica a punti - Maglia verde
| Pos. | Corridore       | Squadra      | Punti |
| ---- | --------------- | ------------ | ----- |
| 1    | Wout Van Aert   | Jumbo        | 72    |
| 2    | Primož Roglič   | Jumbo        | 50    |
| 3    | Mads Pedersen   | Trek         | 44    |
| 4    | Simon Yates     | BikeExchange | 33    |
| 5    | Brandon McNulty | UAE          | 31    |

### Classifica scalatori - Maglia a pois
| Pos. | Corridore        | Squadra      | Punti |
| ---- | ---------------- | ------------ | ----- |
| 1    | Valentin Madouas | Groupama     | 44    |
| 2    | Wout Van Aert    | Jumbo        | 24    |
| 3    | Primož Roglič    | Jumbo        | 22    |
| 4    | Simon Yates      | BikeExchange | 14    |
| 5    | Quentin Pacher   | Groupama     | 13    |

### Classifica giovani - Maglia bianca
| Pos. | Corridore         | Squadra     | Tempo     |
| ---- | ----------------- | ----------- | --------- |
| 1    | João Almeida      | UAE         | 29h24'58" |
| 2    | A. Leknessund     | DSM         | a 2'30"   |
| 3    | Brandon McNulty   | UAE         | a 4'22"   |
| 4    | Mauri Vansevenant | Quick-Step  | a 17'08"  |
| 5    | Georg Zimmermann  | Intermarché | a 20'45"  |

### Classifica a squadre
| Pos. | Squadra            | Tempo     |
| ---- | ------------------ | --------- |
| 1    | UAE Team Emirates  | 88h19'56" |
| 2    | Ineos Grenadiers   | a 7'32"   |
| 3    | Jumbo-Visma        | a 13'10"  |
| 4    | Bahrain Victorious | a 20'33"  |
| 5    | Trek-Segafredo     | a 37'31"  |